# 인도 의회

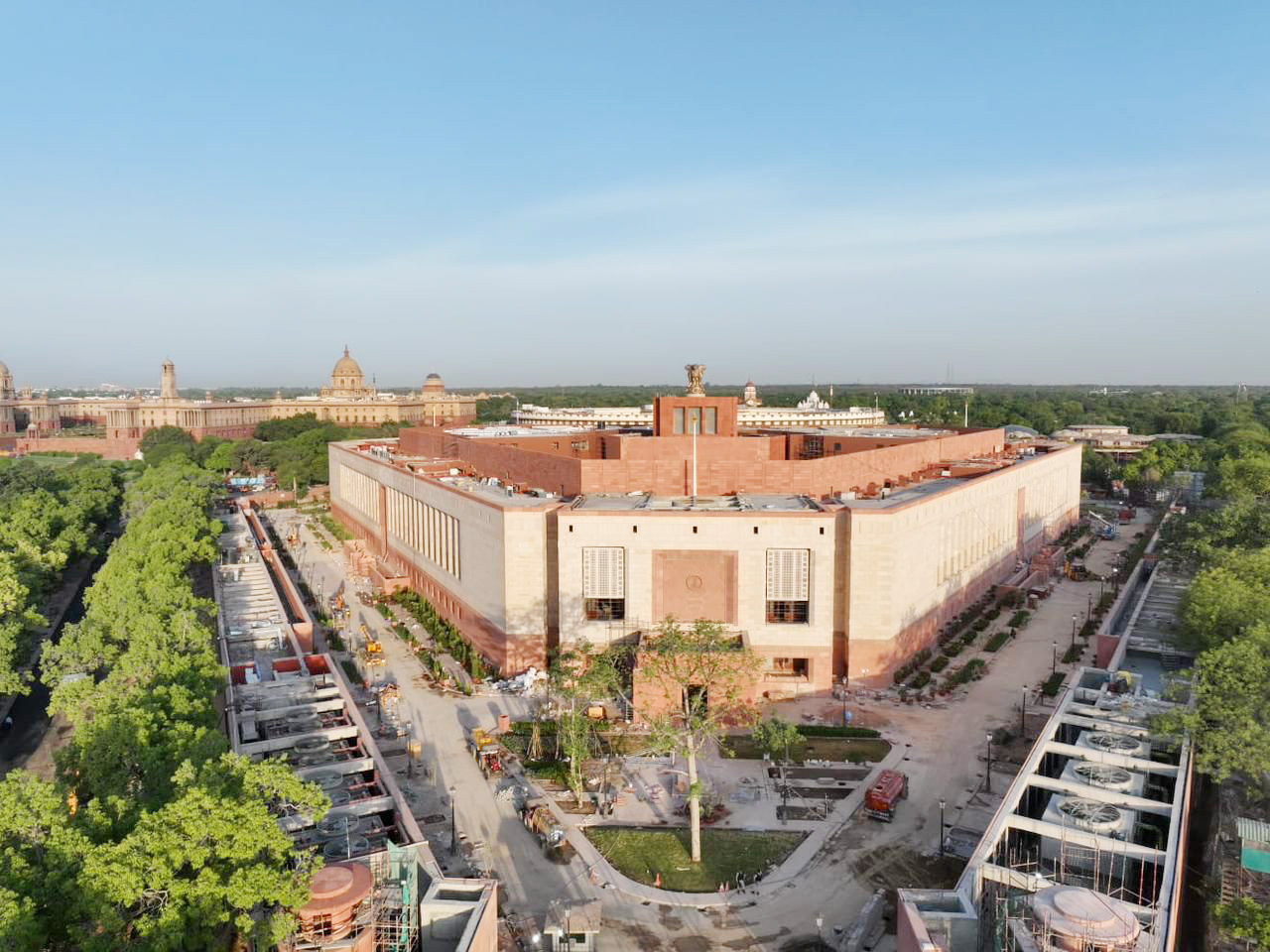

인도 의회(힌디어: भारतीय संसद, Bhāratīya Sansad)는 인도의 양원제 입법부이다. 상원인 라지야 사바와 하원인 로크 사바로 구성되어 있다.

## 같이 보기
- 인도의 정치